# Онуфрієнко Валерій Васильович
Валерій Васильович Онуфрієнко (нар. 4 липня 1962, Липецьк, РРФСР) — український політик, мер міста Южноукраїнськ (очолює місто з 2020 року).

## Життєпис
У 1979—1980 роках — був електрообмотником 3-го розряду заводу залізно-бетонних виробів у місті Липецьк. З жовтня 1980 року служив в Радянській Армії. Впродовж 1981—1985 років — курсант Саратовського вищого військового командного Червонопрапорного училища внутрішніх військ МВС СРСР імені Ф. Е. Дзержинського. Брав участь у ліквідації наслідків аварії на Чорнобильській АЕС.
У 1987—1990 роках був секретарем комсомольської організації. З 1990 року — заступник командира військової частини з виховної роботи у місті Южноукраїнськ.
З жовтня 1996 року — в.о. начальника штабу окремого дислокованого батальйону з охорони і оборони Південноукраїнської АЕС. Впродовж 1999—2007 років — начальник канцелярії ВП ПАЕС. 2007—2012 — заступник голови профкому ВП ПАЕС. 2008 року нагороджений орденом Богдана Хмельницького III ст. 2012—2020 — інженер технічних засобів охорони і озброєння в Загоні відомчої воєнізованої охорони ВП ПАЕС.
Очолював Южноукраїнську міську організацію Всеукраїнської громадської організації інвалідів «Союз Чорнобиль України». 
2020 року обраний міським головою міста Южноукраїнськ від партії Слуга народу, перемігши із відривом у 1 %. Після обрання намагався подати на посаду секретаря міськради депутата проросійської партії ОПЗЖ.
У червні 2022 року Южноукраїнська міськрада одноголосно проголосувала за відставку мера. Після звільнення Онуфрієнка в Южноукраїнську виникла криза влади у місті, яка супроводжувалася політичними баталіями, а сам Онуфрієнко впродовж 2022-2023 років виграв два суди щодо звільнення.
21 березня 2024 року стало відомо що п'ятий апеляційний адміністративний суд ухвалив рішення, згідно з яким Валерій Онуфрієнко зможе повернутись на пост мера Южноукраїнська. 15 квітня секретар міськради, що виконував обов'язки міського голови, підписав розпорядження про їх припинення, а сам Валерій Онуфрієнко своїм розпорядженням поновив себе на посаді мера.

## Скандали
Онуфрієнка звинувачували в незаконному звільненні підлеглого.  У березні 2022 року Валерій побив заступницю при розподілі гуманітарки.

### Проросійські погляди
В інтервʼю після обрання Валерій повідомив що регулярно відвідує РФ для відвідин батьків.
Валерій Онуфрієнко неодноразово публікував у соцмережах свою прихильність до радянської символіки.
Відомо що у ході судового засідання у справі побиття заступниці, під час розгляду Онуфрієнко зажадав собі перекладача з української на російську.
За непідтвердженою інформацією, у перші дні вторгнення він переніс свій кабінет до Будинку культури, де буквально чекав на окупантів із радянським червоним стягом та нідерландським (російського на той час не можна було дістати) триколором), а на фото, яким він проілюстрував своє повернення, хизується у годиннику російського спецпризначенця.

## Відзнаки
Нагороджений орденом Богдана Хмельницького III ступеня (2008, за мужність, самовідданість, високий професіоналізм, виявлені під час ліквідації наслідків Чорнобильської катастрофи, вагомі трудові досягнення, активну громадську діяльність).